# Niels Alsing
Niels Jørn Alsing (30. april 1943 i Kolding – 7. juni 1986) var en dansk skuespiller.
Niels Alsing var søn af lagerforvalteren Harry Bramsen Alsing og Olga Rasmussen, der boede på Bellevuegade 34 da Niels blev født, forældrene var gift i Hvirring i oktober 1940.
Niels Alsing var elev hos Avi Sagild og blev uddannet fra Skuespillerskolen ved Odense Teater i 1971. Han var senere tilknyttet ABC Teatret, Det ny Teater og Boldhus Teatret, ligesom han medvirkede i fire spillefilm og syv tv-serier.
Niels Alsing giftede sig 1. april 1972 med Maria Alsing i Wroclaw (Polen). 

## Filmografi
- Olsen-banden deruda' (1977)
- Olsen-banden overgiver sig aldrig (1979)
- Rainfox (1984)
- Elise (1985)

### Tv-serier
- Huset på Christianshavn (1970-1977)
- En by i Provinsen (1977-1980)
- Strandvaskeren (1978)
- Matador (1978-1981)
- Antonsen (1984) afsnit nr: 1
- Jane Horney (1985)